# إم شيداناندا مورثي
إم شيداناندا مورثي (بالإنجليزية: M. Chidananda Murthy)‏‏ (10 مايو 1931 - 11 يناير 2020 في بنغالور) مؤرخ، وكاتب من الهند.

## الجوائز
- جائزة أكاديمية شايتا  [لغات أخرى]‏[4]